# Franz Xaver von Gietl

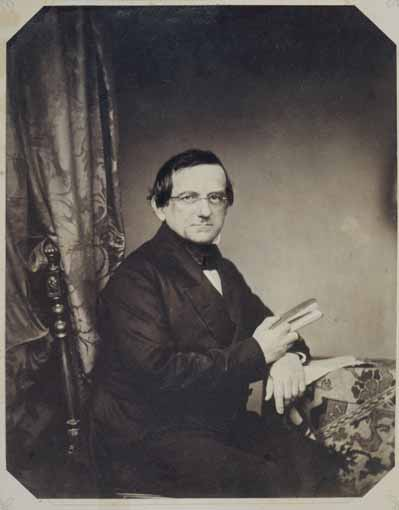
Franz Xaver von Gietl

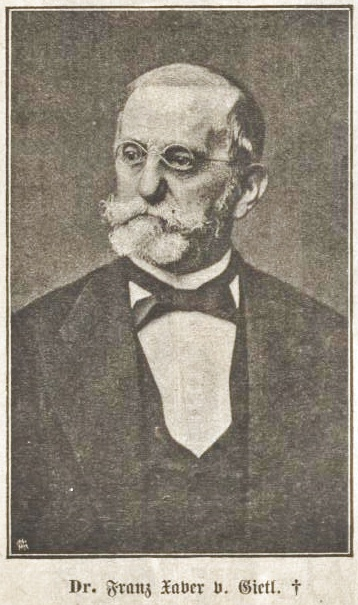
Altersbild, um 1885

Franz Xaver Gietl, ab 1848 Ritter von Gietl, (* 27. August 1803 in Höchstädt a.d. Donau; † 19. März 1888 in München) war ein deutscher Arzt.

## Werdegang
Gietl studierte Medizin an den Universitäten in Landshut, Würzburg und München. 1827 promovierte er in München mit einer pathologischen Untersuchung über Neuroganglien. Von der Regierung wurde er 1831 zur Beobachtung der Cholera in Böhmen, Mähren und Schlesien ausgesandt. 1834 wurde er zum Leibarzt des damaligen Kronprinzen und späteren Königs von Bayern Maximilian II. ernannt. Neben dieser Stellung wirkte er ab 1838 zusätzlich als Professor an der medizinischen Klinik der Münchener Universität. Von 1842 bis 1851 war er zugleich Direktor des Städtischen Krankenhauses links der Isar. Erst zum Ende des Wintersemesters 1885/86 stellte er wegen eines fortschreitenden Herzleidens seine klinischen Vorträge ein.
Gietl entwickelte eine umfangreiche publizistische Tätigkeit. Seiner Dissertation folgten sechs Berichte über Beobachtungen der Cholera, auf die er später publizistisch zurückkam. Er vermutete 1855 (wie andere sogenannte Kontagionisten) in den Stühlen der an Typhus oder Cholera Erkrankten das übertragbare Gift. 1865 und 1875 veröffentlichte er zum Typhus, 1849, 1857 und 1870 speziell über dessen Behandlung. In einer 1870 erschienenen Abhandlung beschrieb er die Grundzüge seiner Fieberlehre.
Als der Landrat der Pfalz sich im Januar 1844 mehrheitlich gegen eine Berufung der Barmherzigen Schwestern an die „Kreis-Armen- und Irrenanstalt“ in Frankenthal aussprach und die Ordensfrauen verleumderisch der „Proselytenmacherei, der Immoralität (Unmoral) und der Verschwendung“ bezichtigte, handelte der Abgeordnete Bernhard Magel, Stadtpfarrer von Neustadt an der Weinstraße, sofort. Er holte selbstständig ein „Gutachten“ der Direktion des allgemeinen Städtischen Krankenhauses zu München ein, das der Krankenhausdirektor Franz Xaver von Gietl verfasste. Hierin verwahrt sich Gietl vehement gegen die abwegigen Vorwürfe der Landratsmitglieder und zollt den dort schon lange tätigen Schwestern höchstes Lob.
Gietl wurde 1848 in den Adelsstand erhoben. Anlässlich seines 80. Geburtstages ernannte ihn der Magistrat der Stadt München 1883 zum Ehrenbürger. Gietls Sohn war der Landschafts- und Genremaler Josua von Gietl.

## Grabstätte

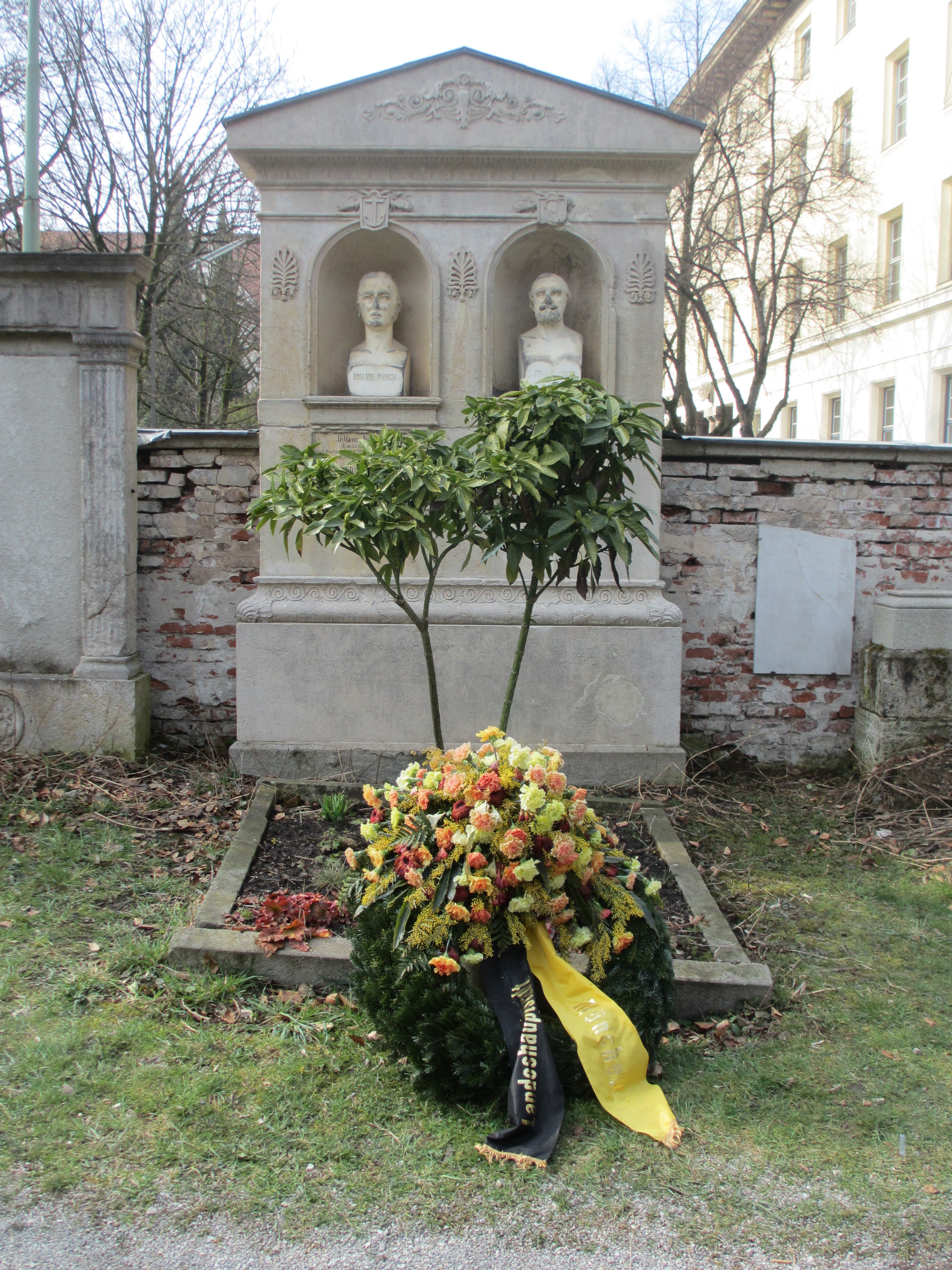
Grab von Franz Xaver Gietl auf dem Alten Südlichen Friedhof in München. Der Kranz ist die jährliche Würdigung der Stadt München für ihre Ehrenbürger.

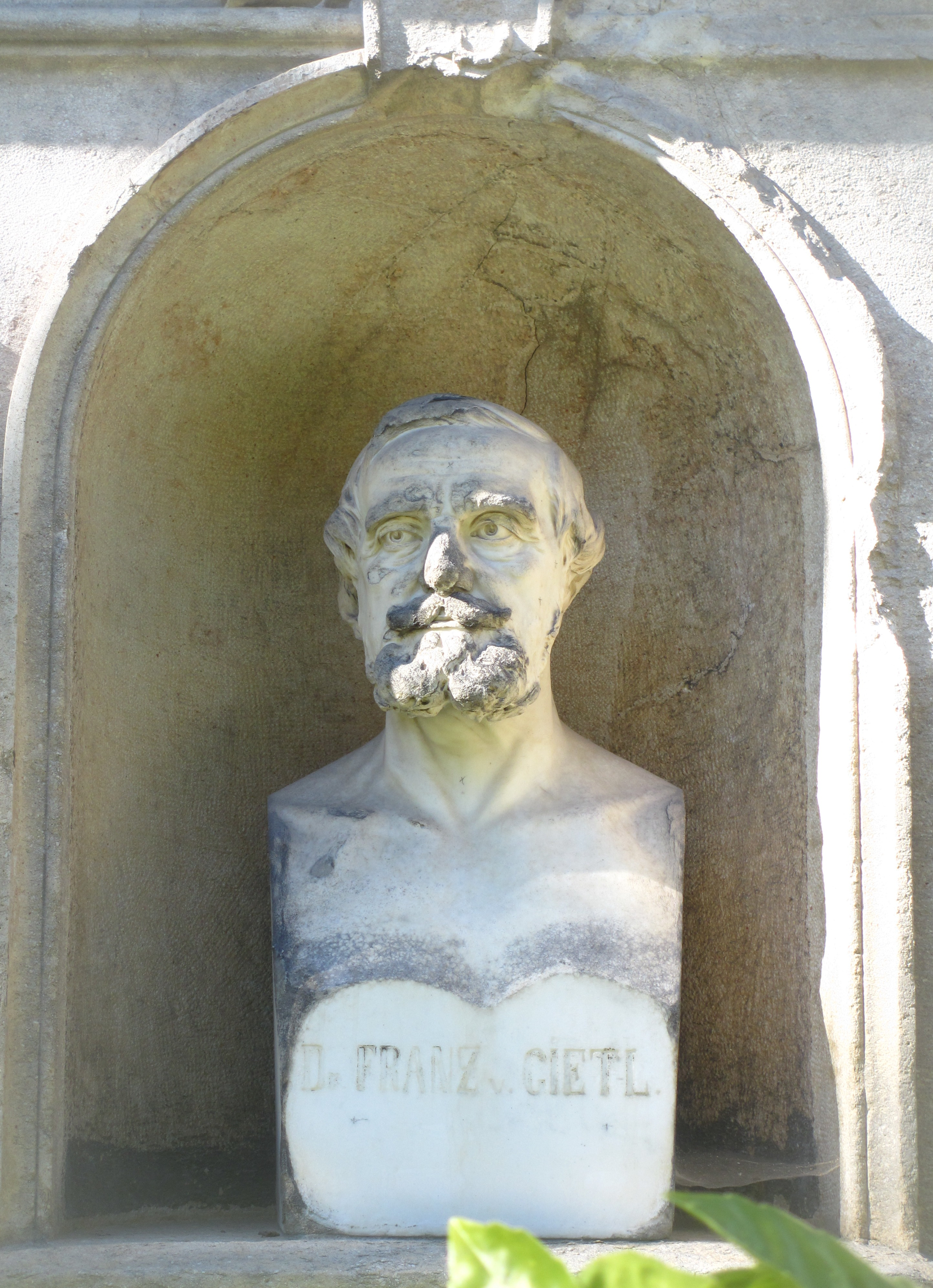
Die rechte Marmorbüste des Grabmals zeigt Gietl und ist vermutlich eine Arbeit von Johann von Halbig

Die Grabstätte von Franz Xaver Gietl befindet sich auf dem Alten Südlichen Friedhof in München (Mauer Rechts Platz 135/136 bei Gräberfeld 6) Standort. Die Grabstätte wurde ursprünglich für den Kaufmann Johann Josef Pasch und dessen Frau Elisabeth (1780–1833) angelegt, deren beiden Büsten vermutlich ursprünglich in den beiden Nischen standen. Deren Tochter Anna (1814–1897) heiratete Franz Xaver von Gietl, der 1880 die Grabstelle übernahm. Nach dem Tod Gietls wurde dessen Marmorbüste (zugeschrieben Johann Halbig) in die rechte Nische gestellt. In dem Grab liegt auch Gietls Sohn, der Maler Josua von Gietl.